# Atenxoxola
Atenxoxola är en ort i Mexiko.   Den ligger i kommunen Chilapa de Álvarez och delstaten Guerrero, i den södra delen av landet, 220 km söder om huvudstaden Mexico City. Atenxoxola ligger 1 424 meter över havet och antalet invånare är 1 770.
Terrängen runt Atenxoxola är lite bergig. Runt Atenxoxola är det ganska glesbefolkat, med 39 invånare per kvadratkilometer. Närmaste större samhälle är Chilapa de Alvarez, 12,3 km norr om Atenxoxola. I omgivningarna runt Atenxoxola växer huvudsakligen savannskog.